# Exhyalanthrax caffrariae
Exhyalanthrax caffrariae är en tvåvingeart som först beskrevs av Hesse 1956.  Exhyalanthrax caffrariae ingår i släktet Exhyalanthrax och familjen svävflugor. Inga underarter finns listade i Catalogue of Life.